# Edgar Mejía
Edgar Eduardo Mejía Viruete (Guadalajara, 27 juli 1987) is een Mexicaans voetballer. In 2015 werd hij door Guadalajara verhuurd aan FC Juárez uit de Liga de Ascenso

## Clubcarrière
Mejía maakte begin 2006 zijn debuut voor Guadalajara in de Mexicaanse competitie. In 2007 werd hij basisspeler bij de Mexicaanse grootmacht. Op 1 juni 2012 werd Mejía voor één jaar uitgeleend aan het Mexicaanse Club León. Daar speelde hij gedurende het hele jaar echter nooit in het eerste elftal.
Op 21 februari 2013 tekende Mejía samen met teamgenoten Giovani Casillas en Mario de Luna op huurbasis bij het Amerikaanse Chivas USA. Hij maakte op 2 maart 2013 zijn debuut voor tegen Columbus Crew. Op 24 maart scoorde hij zijn eerste doelpunt en gaf hij ook een assist voor Chivas in een wedstrijd tegen Chicago Fire.
Op 1 januari 2014, nadat zijn huurperiode bij Chivas USA tot een einde was gekomen, werd hij door Guadalajara verhuurd aan het Mexicaanse Puebla.